# Дуглас, Чарльз, 6-й маркиз Куинсберри

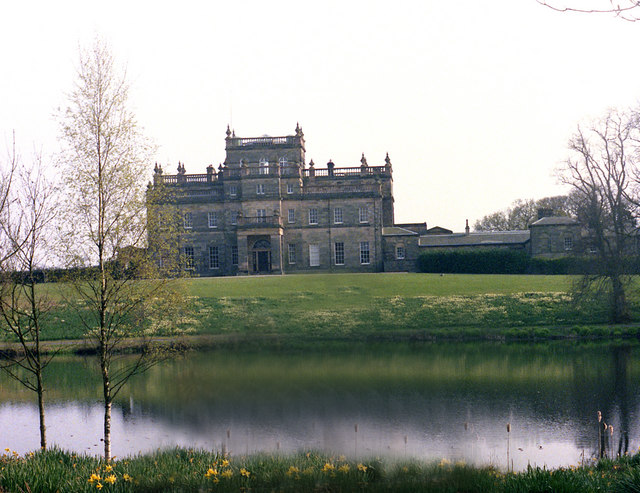
Кинмаунт-хаус, резиденция 6-го маркиза Куинсберри

Чарльз Дуглас, 6-й маркиз Куинсберри (англ. Charles Douglas, 6th Marquess of Queensberry; март 1777 — 3 декабря 1837) — шотландский пэр и член клана Дуглас. Он был известен как сэр Чарльз Дуглас, 5-й баронет, с 1783 по 1810 год.

## Биография
Родился в марте 1777 года. Старший сын и наследник сэра Уильяма Дугласа, 4-го баронета (ок. 1730—1783). Его матерью была Грейс, урожденная Джонстон (? — 1836), дочь Уильяма Джонстона из Локерби. После смерти своего отца 16 мая 1783 года он унаследовал титул 5-го баронета из Келхеда.
В 1810 году он сменил своего четвероюродного брата Уильяма Дугласа, 4-го герцога Куинсберри (1724—1810), на посту 6-го маркиза Куинсберри. Одновременно унаследовав Кинмаунт-хаус, он заказал новый дом, который должен был быть построен английским архитектором сэром Робертом Смирком, который служил резиденцией для последующих маркизов Куинсберри и до сих пор существует. С 1812 по 1832 год он был пэром-представителем Шотландии в Палате лордов Великобритании. Он был произведен в рыцари Чертополоха в 1821 году в честь коронации и стал бароном Солуэем из Кинмаунта в графстве Дамфрис 7 июня 1833 года. С 1831 по 1837 год он служил джентльменом спальни короля Вильгельма IV, должность, которую член клана Дуглас периодически занимал с конца семнадцатого века. Будучи маркизом Куинсберри, Чарльз Дуглас также исполнял обязанности лорда-лейтенанта графства Дамфрис, полковника милиции Дамфриса и директора Королевской шотландской академии.
После периода плохого самочувствия маркиз Куинсберри умер в своем доме на Сент-Джеймс-Плейс, Лондон, в декабре 1837 года. Маркизат и баронетство перешли к его брату Джону Дугласу, 7-му маркизу Куинсберри, в то время как баронство Солуэй угасло.

## Семья
13 августа 1803 году Чарльз Дуглас женился на леди Кэролайн Скотт (6 июля 1774 — 29 апреля 1854), третьей дочери Генри Скотта, 3-го герцога Баклю (1746—1812) и леди Элизабет Монтегю (1743—1827), дочери леди Мэри Монтегю (1711—1775) и Джорджа (Браденелла) Монтегю, 1-го герцога Монтегю (1712—1790). У супругов было восемь дочерей:
- Леди Луиза Энн Дуглас (1806 — 31 августа 1871), муж с 1833 года политика Томаса Чарлтона Уитмора (1807—1865), десять детей
- Леди Гарриет Кристиан Дуглас (1809 — 26 июля 1902), муж с 1841 года преподобный Август Данкомб (1814—1880), декан Йорка (1858—1880)[6], двое детей
- Леди Джейн Маргарет Мэри Дуглас (? — 15 апреля 1881), муж с 1841 года Роберт Джонстон-Дуглас из Локерби (1814—1866), четверо детей
- Леди Элизабет Катринка Дуглас (? — 26 апреля 1874), муж с 1861 года Генри Сент-Джон Фут
- Леди Энн Джорджина Дуглас (? — 28 ноября 1899), муж с 1845 года Чарльз Стирлинг-Драммонд-Морей, 9-й из Блэр Драммонда (1816—1891), трое детей
- Леди Мэри Элизабет Дуглас (ок. 1808 — 16 мая 1888), муж с 1831 года преподобный Томас Вентворт Гейдж (? — 1837), один сын.
- дочь (имя неизвестно)
- дочь (имя неизвестно).